# Estación de La Carlota
La Carlota, posteriormente renombrada como La Carlota-Fuente Palmera, fue una estación ferroviaria situada en el municipio español de La Carlota, en la provincia de Córdoba. Las instalaciones se encontraban junto a la pedanía carloteña de La Fuencubierta y concentró la mayor parte de la actividad de la línea en la Campiña cordobesa, al situarse muy próxima a Fuente Palmera y La Carlota.

## Situación ferroviaria
La estación se encontraba en el punto kilométrico 65,7 de la línea férrea de ancho ibérico Marchena-Valchillón, entre las estaciones de Fuente Palmera y Las Pinedas. La estación se encuentra a un kilómetro del puente sobre el río Guadalmazán, que es una de las grandes obras de fábrica de la línea. 
El puente tiene 50 metros de longitud y está formado por tres arcos de 14,7 metros de luz.

## Historia
La estación fue abierta al tráfico el 10 de junio de 1885, con la puesta en marcha del tramo Écija-La Carlota de la línea que pretendía unir Marchena con Córdoba. Las obras y explotación inicial corrieron a cargo de la Compañía de los Ferrocarriles Andaluces, que comenzó la construcción de la línea hacia 1878. El objetivo del ferrocarril era comunicar las Campiñas sevillana y cordobesa con el resto de la red y establecer una conexión entre Córdoba y Sevilla alternativa a la línea de MZA concluida en 1859. La explotación se centró en el tráfico de mercancías, pero destacó también el transporte de viajeros entre estaciones próximas.
En 1936, durante la Segunda República, «Andaluces» fue incautada por el Estado debido a sus problemas económicos. En 1941, con la nacionalización de toda la red ferroviaria de ancho ibérico, la estación pasó a manos de RENFE. Debido a la larga distancia que existía entre la localidad de Fuente Palmera y su estación de ferrocarril, La Carlota se acabaría convirtiendo en la estación de referencia a sus vecinos. Debido a ello, acabaría siendo renombrada para reflejar esta realidad. Así, en el mapa ferroviario elaborado en 1948 por el Instituto Geográfico y Catastral, la estación aparece con la denominación de «La Carlota-Fuente Palmera», mientras que la estación de Fuente Palmera aparece como «Navalagrulla».
La línea fue clausurada en 1970, debido a la baja rentabilidad que ofrecía.

## Actualidad

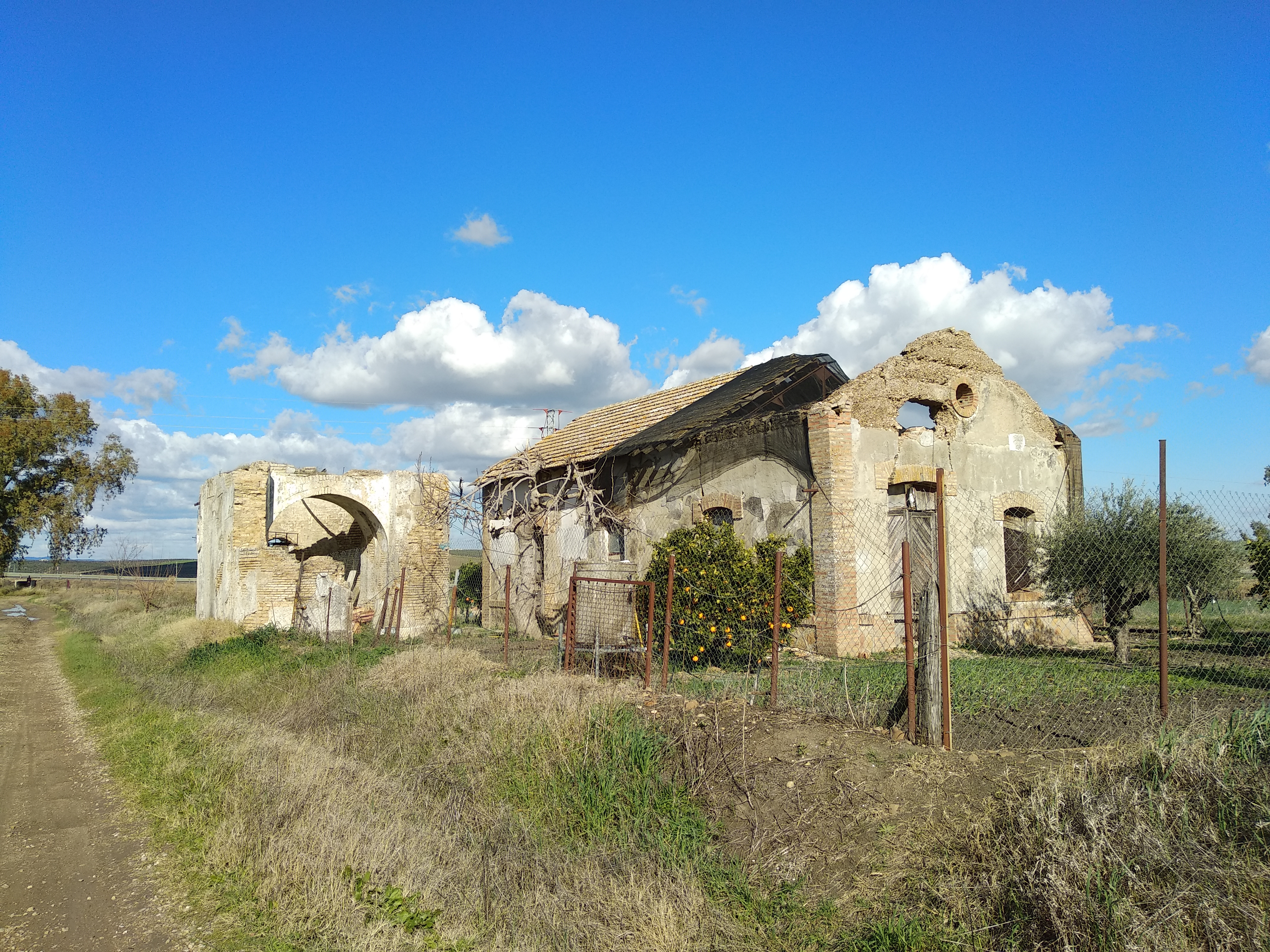
Restos del edificio de viajeros y un depósito de agua (febrero de 2019).

El antiguo trazado ferroviario ha sido rehabilitado como la Vía Verde de la Campiña. En las proximidades de la estación hay un merendero y un panel informativo del Camino Natural de la Campiña Sevillana, nombre que toma la Vía Verde dentro del término municipal de Écija. De la antigua estación se conserva en estado de semiabandono el edificio de viajeros, así como un depósito de agua.